# Torneo de Cleveland 2021
El Tennis in Cleveland 2021 fue un torneo profesional de tenis que se jugó en canchas duras. Fue la 1ª edición del torneo, y formó parte de los torneos WTA 250 del 2021. Tuvo lugar en Cleveland, Estados Unidos entre el 22 de agosto y el 28 de agosto de 2021. Este pertenece a un conjunto de torneos que forman el US Open Series 2021.

## Cabezas de serie

### Individuales femenino
| Tenista               | Ranking | Preclasificada |
| Daria Kasátkina       | 26      | 1              |
| Anett Kontaveit       | 29      | 2              |
| Ekaterina Alexandrova | 35      | 3              |
| Johanna Konta         | 37      | 4              |
| Nadia Podoroska       | 38      | 5              |
| Magda Linette         | 29      | 6              |
| Sara Sorribes         | 44      | 7              |
| Shelby Rogers         | 45      | 8              |
| Shuai Zhang           | 50      | 9              |

- Ranking del 16 de agosto de 2021.

### Dobles femenino
| Tenista                         | Ranking | Preclasificadas |
| Shuko Aoyama Ena Shibahara      | 18      | 1               |
| Alexa Guarachi Desirae Krawczyk | 35      | 2               |
| Lucie Hradecká Shuai Zhang      | 79      | 3               |
| Miyu Kato Sabrina Santamaria    | 139     | 4               |

## Campeonas

### Individual femenino
Anett Kontaveit venció a  Irina-Camelia Begu por 7-6(7-5), 6-4

### Dobles femenino
Shuko Aoyama /  Ena Shibahara vencieron a  Christina McHale /  Sania Mirza por 7-5, 6-3